# Bồ nông
Bồ nông (danh pháp khoa học: Pelecanus) là một chi thuộc họ Bồ nông (Pelecanidae), bộ Bồ nông (Pelecaniformes). Các loài bồ nông có chiếc mỏ dài và túi cổ họng lớn đặc trưng, được sử dụng để bắt con mồi và thoát nước từ mồi được nó xúc lên trước khi nuốt. Các loài bồ nông có bộ lông chủ yếu là màu nhạt, các trường hợp ngoại lệ là bồ nông nâu và bồ nông Peru. Mỏ, túi da mặt trần của tất cả các loài bồ nông có màu sắc trở nên rực rỡ trước mùa phối giống. Tám loài bồ nông còn sống có một phạm vi phân bố loang lổ toàn cầu, từ vùng nhiệt đới đến vùng ôn đới, mặc dù chúng không hiện diện ở nội địa Nam Mỹ cũng như từ các vùng cực và đại dương mở.
Từ lâu được cho là có liên quan đến chim cốc biển, chim cốc, chim nhiệt đới, và họ Chim điên, thay vào đó, bồ nông hiện được biết là có quan hệ họ hàng gần nhất với cò mỏ giày và cò đầu búa, và được đặt trong bộ bộ Bồ nông. Ibises, Chi Cò thìa, Họ Diệc, và bitterns đã được phân loại theo cùng một thứ tự. Bằng chứng hóa thạch về bồ nông có niên đại ít nhất 36 triệu năm đối với phần còn lại của tibiotarsus được phục hồi từ địa tầng Eocen muộn của Ai Cập mang nét tương đồng nổi bật với các loài bồ nông hiện đại. Chúng được cho là đã tiến hóa ở Cựu Thế giới và lan sang châu Mỹ; điều này được phản ánh trong các mối quan hệ trong chi khi tám loài phân chia thành các dòng dõi Cựu Thế giới và Tân Thế giới. Giả thuyết này được hỗ trợ bởi bằng chứng hóa thạch từ loài bồ nông lâu đời nhất.

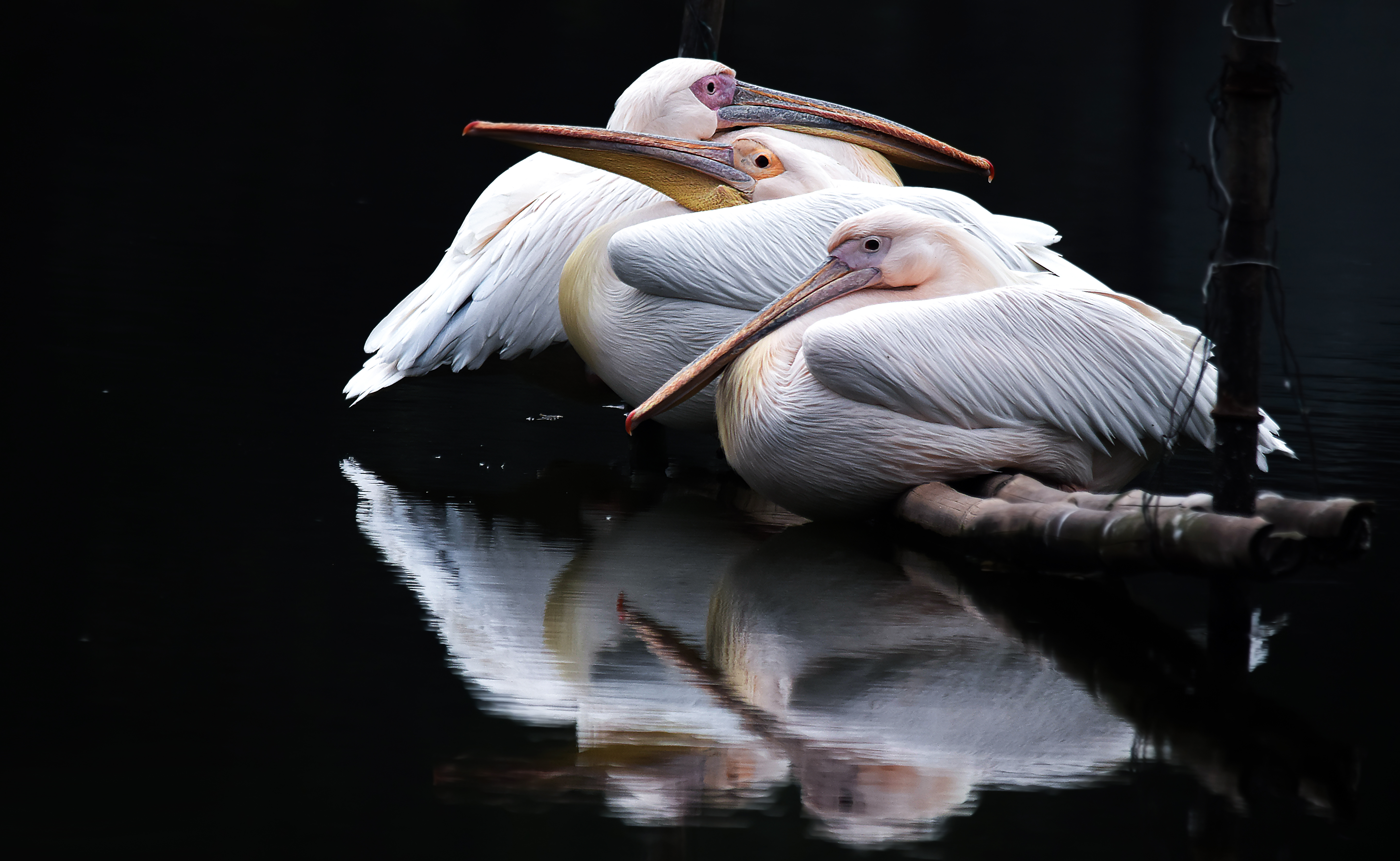
Bồ nông tại Vườn thú Quốc gia, Bangladesh

Bồ nông sống thường xuyên ở các vùng nước nội địa và ven biển, nơi chúng chủ yếu ăn cá, đánh bắt chúng ở hoặc gần mặt nước. Chúng là loài chim sống thành đàn, di chuyển theo đàn, phối hợp săn mồi, và sinh sản theo cụm. Bốn loài lông trắng có xu hướng làm tổ trên mặt đất và bốn loài lông nâu hoặc xám làm tổ chủ yếu trên cây.
Mối quan hệ giữa bồ nông và những người thường gây tranh cãi. Những con chim này đã bị bức hại vì sự cạnh tranh nguồn cá thương mại và giải trí. Chúng đã bị phá hủy môi trường sống, sự xáo trộn và ô nhiễm môi trường, và ba loài được quan tâm bảo tồn. Chúng cũng có một lịch sử lâu dài của ý nghĩa văn hóa trong thần thoại, trong Kitô giáo, và hình tượng huy hiệu.

## Phân loại và hệ thống

### Từ nguyên
Tên xuất phát từ Hy Lạp cổ đại là từ pelekan (πελεκάν), bản thân nó bắt nguồn từ từ pelekys (πέλεκυς) có nghĩa là "cây rìu". Vào thời cổ đại, từ này được áp dụng cho cả bồ nông và chim gõ kiến.
Chi Pelecanus lần đầu tiên được Carl Linnaeus mô tả chính thức trong cột mốc năm 1758 ấn bản thứ 10 của Systema Naturae. Ông mô tả các đặc điểm phân biệt như mỏ thẳng, có móc ở đầu, mũi thẳng, mặt bẹt và bàn chân có màng. Định nghĩa ban đầu này bao gồm các loài chim nhỏ, chim cốc, và họ Chim điên, cũng như bồ nông.

### Phân loại
Họ Pelecanidae được giới thiệu (như Pelicanea) bởi bác học người Pháp Constantine Samuel Rafinesque năm 1815.
Bồ nông cũng đặt tên cho bộ Pelecaniformes, một bộ có lịch sử phân loại đa dạng. Chim cốc biển, chim cốc, chim nhiệt đới, và chim điên, tất cả các thành viên truyền thống của bộ, kể từ đó đã được phân loại lại: các loài chim nhiệt đới vào bộ riêng của chúng, Họ Chim nhiệt đới, và phần còn lại vào Họ Chim điên. Ở vị trí của chúng, diệc, cò quăm, cò thìa, cò mỏ giày và cò đầu búa hiện đã được chuyển vào Bộ Bồ nông. Bằng chứng phân tử cho thấy rằng cò mỏ giày và cò đầu búa tạo thành một nhóm chị em với bồ nông, Mặc dù vẫn có một số nghi ngờ về mối quan hệ chính xác giữa ba dòng truyền thừa.
Ghi chép lâu đời nhất được biết về bồ nông là tibiotarsus bên phải rất giống với những loài hiện đại từ Birket Qarun Formation trong Wadi El Hitan ở Ai Cập, có niên đại vào cuối thế Eocene (tầng Priabonia), được gọi là chi Eopelecanus.
|  | Herons (Ardeidae)                         |
|  |                                           |
|  | Ibises and spoonbills (Threskiornithidae) |
|  |                                           |

|  | \| \| Hamerkop (Scopus umbretta) \| \| \| \| \| \| Shoebill (Balaeniceps rex) \| \| \| \| |
|  |                                                                                           |
|  | Pelicans (Pelecanus)                                                                      |
|  |                                                                                           |
|  | Hamerkop (Scopus umbretta)                                                                |
|  |                                                                                           |
|  | Shoebill (Balaeniceps rex)                                                                |
|  |                                                                                           |

|  | Hamerkop (Scopus umbretta) |
|  |                            |
|  | Shoebill (Balaeniceps rex) |
|  |                            |

|  | Herons (Ardeidae)                         |
|  |                                           |
|  | Ibises and spoonbills (Threskiornithidae) |
|  |                                           |

|  | \| \| Hamerkop (Scopus umbretta) \| \| \| \| \| \| Shoebill (Balaeniceps rex) \| \| \| \| |
|  |                                                                                           |
|  | Pelicans (Pelecanus)                                                                      |
|  |                                                                                           |
|  | Hamerkop (Scopus umbretta)                                                                |
|  |                                                                                           |
|  | Shoebill (Balaeniceps rex)                                                                |
|  |                                                                                           |

|  | Hamerkop (Scopus umbretta) |
|  |                            |
|  | Shoebill (Balaeniceps rex) |
|  |                            |

|  | Herons (Ardeidae)                         |
|  |                                           |
|  | Ibises and spoonbills (Threskiornithidae) |
|  |                                           |

|  | \| \| Hamerkop (Scopus umbretta) \| \| \| \| \| \| Shoebill (Balaeniceps rex) \| \| \| \| |
|  |                                                                                           |
|  | Pelicans (Pelecanus)                                                                      |
|  |                                                                                           |
|  | Hamerkop (Scopus umbretta)                                                                |
|  |                                                                                           |
|  | Shoebill (Balaeniceps rex)                                                                |
|  |                                                                                           |

|  | Hamerkop (Scopus umbretta) |
|  |                            |
|  | Shoebill (Balaeniceps rex) |
|  |                            |

|  | Herons (Ardeidae)                         |
|  |                                           |
|  | Ibises and spoonbills (Threskiornithidae) |
|  |                                           |

|  | \| \| Hamerkop (Scopus umbretta) \| \| \| \| \| \| Shoebill (Balaeniceps rex) \| \| \| \| |
|  |                                                                                           |
|  | Pelicans (Pelecanus)                                                                      |
|  |                                                                                           |
|  | Hamerkop (Scopus umbretta)                                                                |
|  |                                                                                           |
|  | Shoebill (Balaeniceps rex)                                                                |
|  |                                                                                           |

|  | Hamerkop (Scopus umbretta) |
|  |                            |
|  | Shoebill (Balaeniceps rex) |
|  |                            |

|  | Herons (Ardeidae)                         |
|  |                                           |
|  | Ibises and spoonbills (Threskiornithidae) |
|  |                                           |

|  | \| \| Hamerkop (Scopus umbretta) \| \| \| \| \| \| Shoebill (Balaeniceps rex) \| \| \| \| |
|  |                                                                                           |
|  | Pelicans (Pelecanus)                                                                      |
|  |                                                                                           |
|  | Hamerkop (Scopus umbretta)                                                                |
|  |                                                                                           |
|  | Shoebill (Balaeniceps rex)                                                                |
|  |                                                                                           |

|  | Hamerkop (Scopus umbretta) |
|  |                            |
|  | Shoebill (Balaeniceps rex) |
|  |                            |

|  | Herons (Ardeidae)                         |
|  |                                           |
|  | Ibises and spoonbills (Threskiornithidae) |
|  |                                           |

|  | \| \| Hamerkop (Scopus umbretta) \| \| \| \| \| \| Shoebill (Balaeniceps rex) \| \| \| \| |
|  |                                                                                           |
|  | Pelicans (Pelecanus)                                                                      |
|  |                                                                                           |
|  | Hamerkop (Scopus umbretta)                                                                |
|  |                                                                                           |
|  | Shoebill (Balaeniceps rex)                                                                |
|  |                                                                                           |

|  | Hamerkop (Scopus umbretta) |
|  |                            |
|  | Shoebill (Balaeniceps rex) |
|  |                            |

|  | Herons (Ardeidae)                         |
|  |                                           |
|  | Ibises and spoonbills (Threskiornithidae) |
|  |                                           |

|  | \| \| Hamerkop (Scopus umbretta) \| \| \| \| \| \| Shoebill (Balaeniceps rex) \| \| \| \| |
|  |                                                                                           |
|  | Pelicans (Pelecanus)                                                                      |
|  |                                                                                           |
|  | Hamerkop (Scopus umbretta)                                                                |
|  |                                                                                           |
|  | Shoebill (Balaeniceps rex)                                                                |
|  |                                                                                           |

|  | Hamerkop (Scopus umbretta) |
|  |                            |
|  | Shoebill (Balaeniceps rex) |
|  |                            |

|  | Herons (Ardeidae)                         |
|  |                                           |
|  | Ibises and spoonbills (Threskiornithidae) |
|  |                                           |

|  | \| \| Hamerkop (Scopus umbretta) \| \| \| \| \| \| Shoebill (Balaeniceps rex) \| \| \| \| |
|  |                                                                                           |
|  | Pelicans (Pelecanus)                                                                      |
|  |                                                                                           |
|  | Hamerkop (Scopus umbretta)                                                                |
|  |                                                                                           |
|  | Shoebill (Balaeniceps rex)                                                                |
|  |                                                                                           |

|  | Hamerkop (Scopus umbretta) |
|  |                            |
|  | Shoebill (Balaeniceps rex) |
|  |                            |

## Các loài còn sống
Theo truyền thống, tám loài bồ nông còn sống được chia thành hai nhóm, một nhóm chứa bốn loài làm tổ trên mặt đất với bộ lông trưởng thành chủ yếu là màu trắng (Bồ nông Úc, Dalmatian, bồ nông trắng lớn, và bồ nông trắng Mỹ), và một loài chứa bốn loài có bộ lông màu xám hoặc nâu làm tổ tốt nhất trên cây (bồ nông lưng hồng, bồ nông chân xám và bồ nông nâu), hoặc trên đá biển (bồ nông Peru). Phần lớn bồ nông nâu và bồ nông Peru, trước đây được coi là conspecus, đôi khi được phân tách khỏi các loài khác bằng cách xếp vào phân chi Leptopelecanus nhưng trên thực tế, các loài có cả hai dạng ngoại hình và hành vi làm tổ đều được tìm thấy ở cả hai.

Trình tự DNA của cả gen ty thể và hạt nhân mang lại những mối quan hệ khá khác nhau; ba con bồ nông Tân thế giới tạo thành một dòng, với chị em bồ nông trắng Mỹ với hai con bồ nông nâu, và năm loài ở Cựu Thế giới còn lại. Đốm, lưng hồng và chân xám đều có quan hệ họ hàng gần với nhau, trong khi bồ nông trắng Úc là họ hàng gần nhất của chúng. Bồ nông trắng lớn cũng thuộc dòng dõi này, nhưng là loài đầu tiên tách ra khỏi tổ tiên chung của bốn loài còn lại. Phát hiện này cho thấy rằng bồ nông đã tiến hóa ở Cựu Thế giới và lan sang châu Mỹ, và sở thích làm tổ trên cây hoặc trên mặt đất có liên quan nhiều đến kích thước hơn là di truyền.

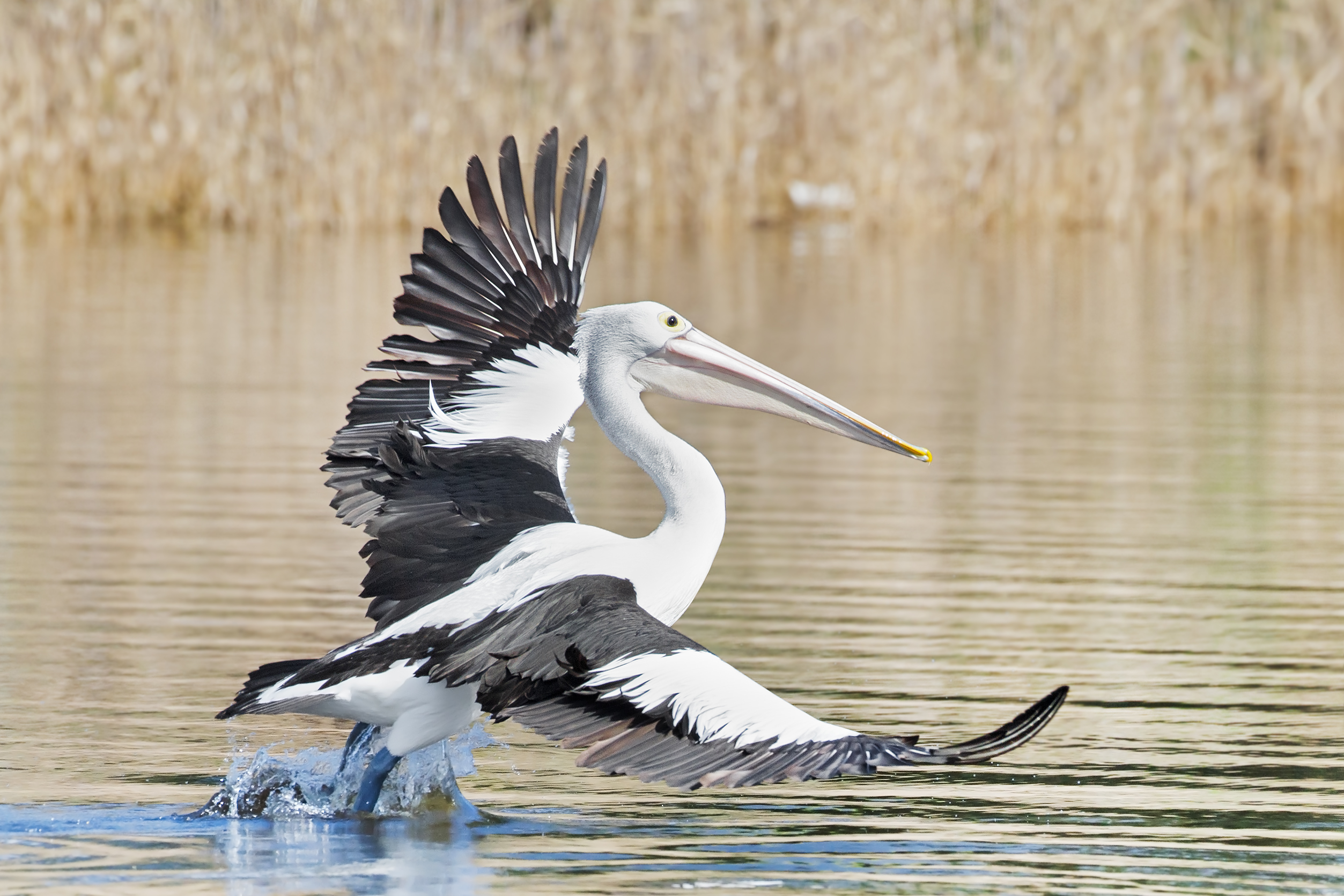
Pelecanus conspicillatus

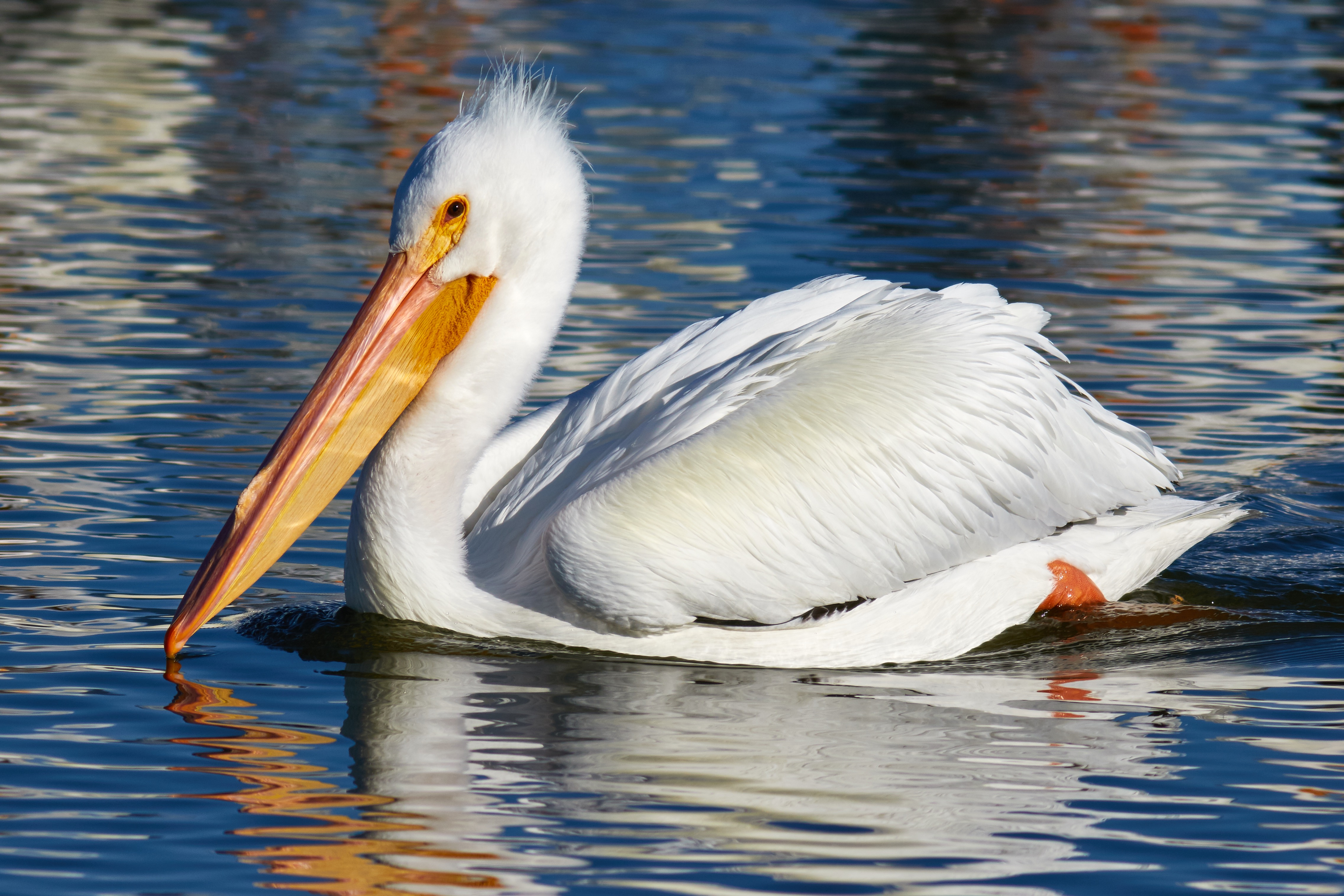
Pelecanus erythrorhynchos

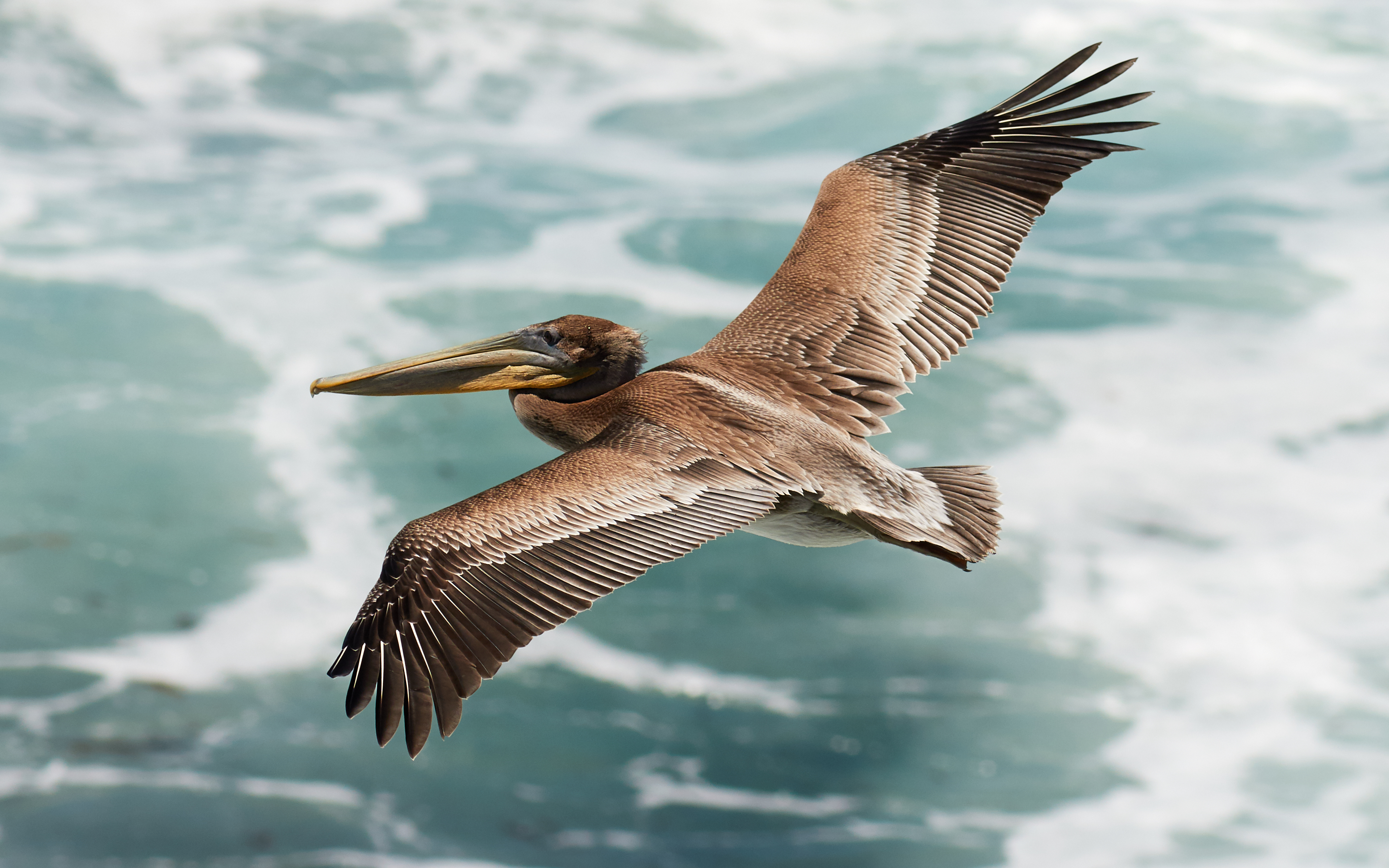
Pelecanus occidentalis californicus

Các loài còn sinh sống được sắp xếp theo trật tự phát sinh chủng loài.
- Pelecanus erythrorhynchos - Bồ nông trắng Mỹ
- Pelecanus occidentalis - Bồ nông nâu
- Pelecanus thagus - Bồ nông Peru
- Pelecanus onocrotalus - Bồ nông chân hồng
- Pelecanus conspicillatus - Bồ nông Úc
- Pelecanus rufescens - Bồ nông lưng hồng
- Pelecanus crispus - Bồ nông Dalmatia
- Pelecanus philippensis - Bồ nông chân xám

Nhiều loài Pelecanus tuyệt chủng được biết đến nhờ hóa thạch, gồm:
- Pelecanus cadimurka, Rich & van Tets, 1981 (Late Pliocene, South Australia)[16]
- Pelecanus cautleyi, Davies, 1880 (Pliocen sớm, Siwalik Hills, Ấn Độ)[15]
- Pelecanus fraasi, Lydekker, 1891 (Miocen giữa, Bavaria, Đức)[15]
- Pelecanus gracilis, Milne-Edwards, 1863 (Miocen sớm, Pháp) (see: Miopelecanus)[15]
- Pelecanus halieus, Wetmore, 1933 (Pliocen muộn, Idaho, Mỹ)[17]
- Pelecanus intermedius, Fraas, 1870 (Miocen giữa, Bavaria, Đức)[15] (chuyển sang Miopelecanus bởi Cheneval năm 1984)
- Pelecanus odessanus, Widhalm, 1886 (Miocen muộn, gần Odessa, Ukraine)[18]
- Pelecanus schreiberi, Olson, 1999 (Pliocen sớm, Bắc Carolina, Mỹ)[19]
- Pelecanus sivalensis, Davies, 1880 (Pliocen sớm, Siwalik Hills, Ấn Độ)[15]
- Pelecanus tirarensis, Miller, 1966 (Oligocen muộn tới Miocen giữa, Nam Úc)[20]

## Mô tả

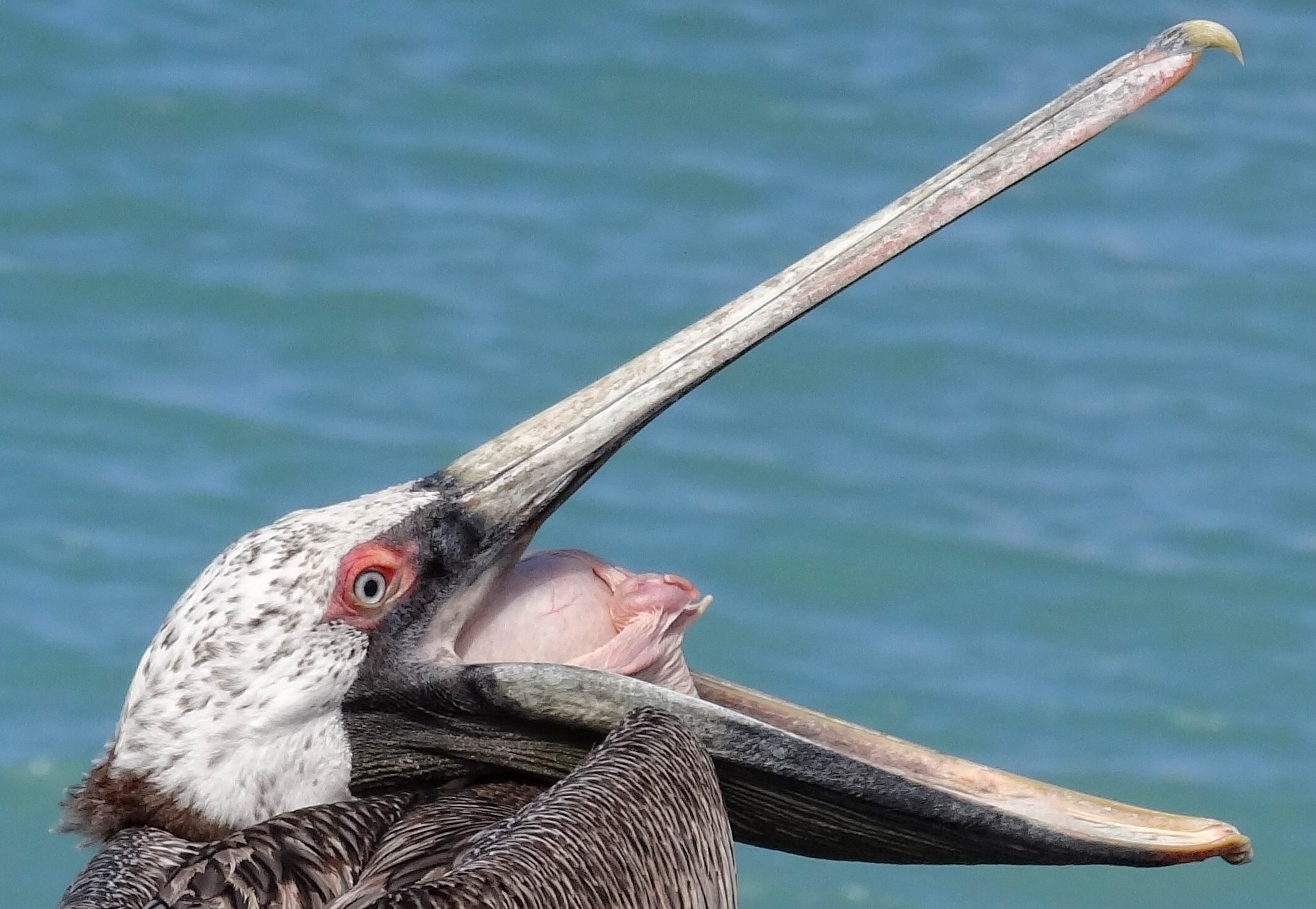
Một con bồ nông màu nâu há miệng và căng phồng túi khí để lộ lưỡi và một số chi tiết bên trong mỏ

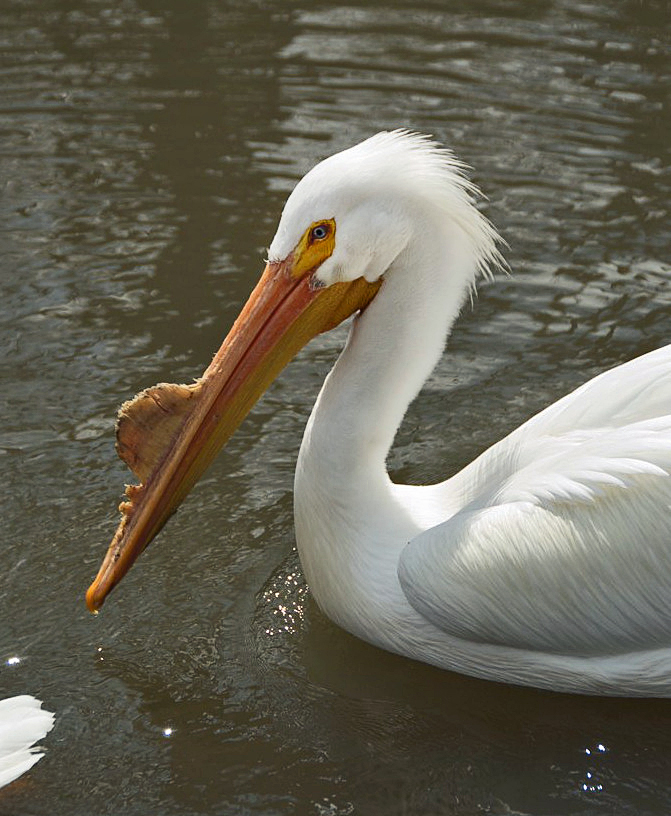
Bồ nông trắng Mỹ có núm mọc trên mỏ trước mùa sinh sản

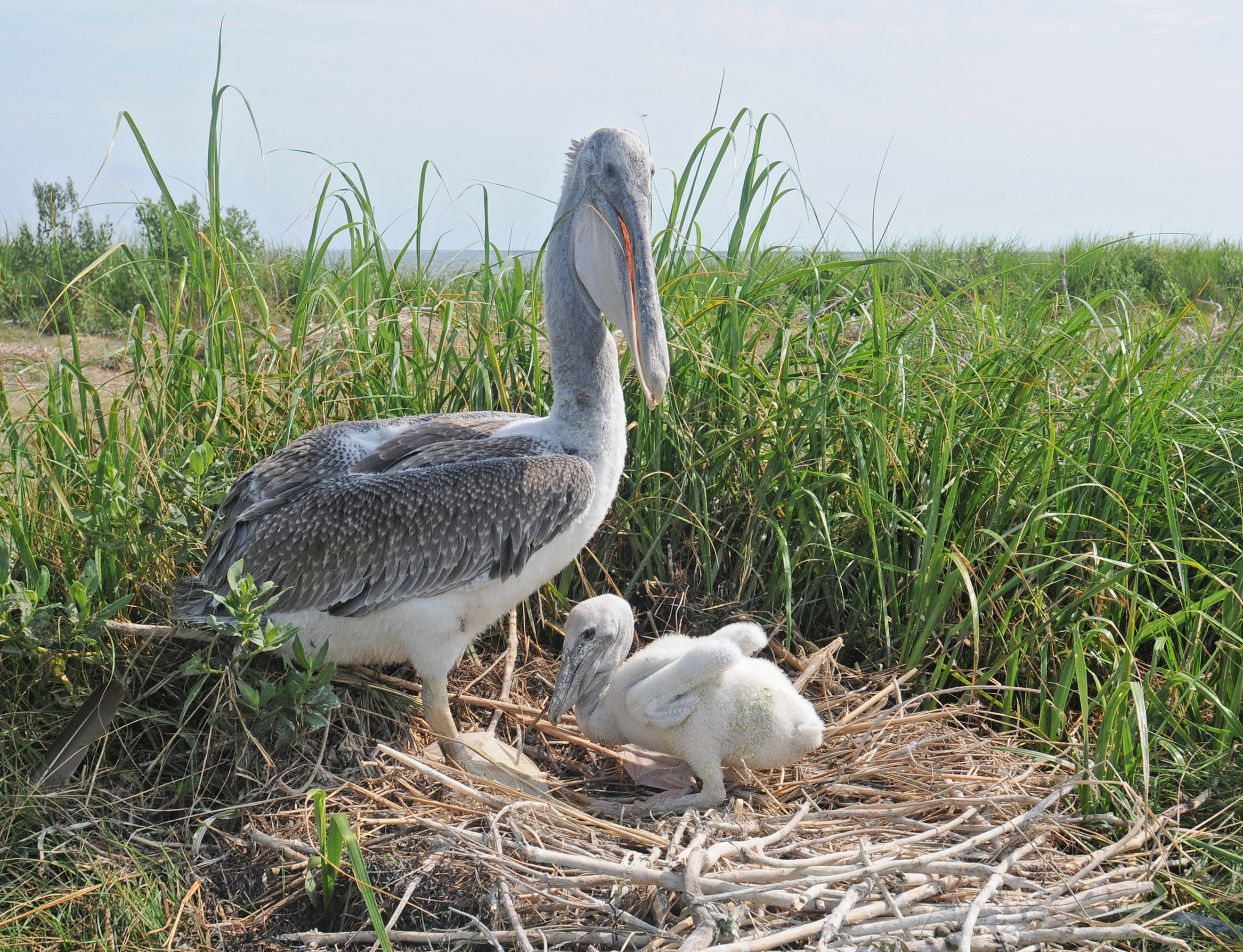
Một con bồ nông nâu trưởng thành cùng một con non trong ổ ở Vịnh Chesapeake, Maryland, Mỹ: Loài này sẽ làm tổ trên mặt đất khi không có cây phù hợp.

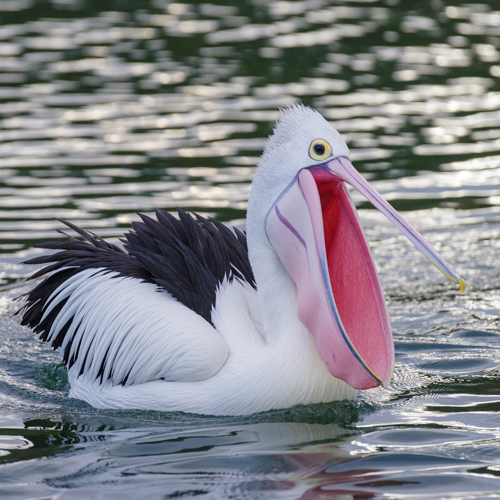
Bồ nông Úc cho thấy mức độ mở rộng của túi cổ họng (Lakes Entrance, Victoria).

Bồ nông là loài chim lớn với mỏ rất dài, đặc trưng bởi một cái móc cong xuống ở cuối hàm trên và phần đính kèm của một túi gular khổng lồ ở phía dưới. Xương hàm dưới mảnh mai của mỏ dưới và cơ lưỡi linh hoạt tạo thành cái giỏ để bắt cá, và đôi khi là trữ nước mưa, mặc dù vậy, để không cản trở việc nuốt những con cá lớn nên cái lưỡi của nó rất nhỏ. Chúng có cổ dài và đôi chân ngắn mập mạp với bàn chân lớn, có màng đầy đủ. Mặc dù chúng là một trong những loài chim biết bay nặng nhất, chúng tương đối nhẹ so với khối lượng toàn thân do các túi khí trong bộ xương và bên dưới da, giúp chúng có thể nổi cao trên mặt nước. Đuôi ngắn và vuông. Đôi cánh dài và rộng, có hình dạng phù hợp để bay vút lên và lướt đi, đồng thời có số lượng lớn bất thường từ 30 đến 35 lông bay thứ cấp.
Con đực thường lớn hơn con cái và có mỏ dài hơn. Loài nhỏ nhất là bồ nông nâu, những cá thể nhỏ có thể dài không quá 2,75 kg (6,1 lb) và 1,06 m (3,5 ft),với sải cánh nhỏ tầm1,83 m (6,0 ft). Lớn nhất được cho là Bồ nông đốm, lên đến 15 kg (33 lb) và 1,83 m (6,0 ft), với sải cánh tối đa là 3 m (9,8 ft). Mỏ của bồ nông Úc đực có thể dài tới 0,5 m (1,6 ft), dài nhất trong loài chim.
Bồ nông có bộ lông chủ yếu sáng màu, ngoại trừ bồ nông nâu và bồ nông Peru. Mỏ, túi và da mặt của tất cả các loài trở nên sáng hơn trước khi mùa sinh sản bắt đầu. Túi cổ họng của bồ nông nâu California chuyển màu đỏ tươi và ngã dần sang màu vàng sau khi đẻ trứng, trong khi túi cổ họng của bồ nông Peru chuyển sang màu xanh lam. Bồ nông trắng Mỹ mọc một cái núm nổi bật trên mỏ của nó, núm này sẽ rụng đi sau khi con cái đẻ trứng. Bộ lông của những con bồ nông chưa trưởng thành sẫm màu hơn so với những con trưởng thành. Con non mới nở sẽ trần trụi và có màu hồng, sau 4 đến 14 ngày sẽ sẫm dần thành xám hoặc đen, sau đó phát triển một lớp lông tơ màu trắng hoặc xám.

## Phân bố và môi trường sống
Bồ nông hiện đại được tìm thấy trên tất cả các châu lục ngoại trừ Nam Cực. Chúng chủ yếu sống ở những vùng ấm áp, mặc dù phạm vi sinh sản kéo dài đến vĩ độ 45° Nam (bồ nông Úc ở Tasmania) và 60° Bắc (bồ nông trắng Mỹ ở miền tây Canada). Các loài chim của vùng nước nội địa và ven biển, chúng vắng mặt ở các vùng cực, đại dương sâu thẳm, các đảo đại dương (ngoại trừ Galapagos) và nội địa Nam Mỹ, cũng như từ bờ biển phía đông Nam Mỹ từ cửa Sông Amazon hướng nam. Xương dưới hóa thạch đã được phục hồi từ xa về phía nam như Đảo Nam của New Zealand, mặc dù sự khan hiếm và xuất hiện biệt lập của chúng cho thấy rằng những bộ xương cốt này có thể chỉ là của những người lang thang từ Úc (giống như trường hợp ngày nay).

### Sinh sản và tuổi thọ
Bồ nông là loài sống và làm tổ theo đàn. Nó sống theo cặp một vợ một chồng trong một mùa duy nhất, nhưng liên kết cặp chỉ kéo dài đến khu vực làm tổ; bạn tình sẽ độc lập rời khỏi tổ. Các loài làm tổ trên mặt đất (màu trắng) có một kiểu tán tỉnh cộng đồng phức tạp liên quan đến một nhóm con đực đuổi theo một con cái duy nhất trên không, trên cạn hoặc dưới nước trong khi nhắm, há hốc mồm và lao vào nhau. Chúng có thể hoàn thành quá trình trong một ngày. Các loài làm tổ trên cây có một quy trình đơn giản hơn, trong đó những con đực đậu khoe dáng cho con cái. Vị trí của đàn sinh sản bị hạn chế bởi nguồn cung cấp cá dồi dào, mặc dù bồ nông có thể sử dụng nhiệt để bay lên và di chuyển hàng trăm km mỗi ngày để lấy thức ăn.
Bồ nông Úc có hai chiến lược sinh sản tùy thuộc vào mức độ dự đoán môi trường của bầy. Các đàn gồm hàng chục hoặc hàng trăm, hiếm khi là hàng nghìn con chim thường xuyên sinh sản trên các hòn đảo nhỏ ven biển và cận duyên hải, nơi thức ăn luôn sẵn có theo mùa hoặc lâu dài. Ở vùng nội địa khô cằn của Úc, đặc biệt là ở lòng chảo nội lục lưu vực hồ Eyre, bồ nông sinh sản theo cơ hội với số lượng rất lớn lên tới 50.000 cặp, khi lũ lụt lớn bất thường, có thể cách nhau nhiều năm, lấp đầy phù du hồ nước mặn và cung cấp một lượng lớn thức ăn trong vài tháng trước khi cạn kiệt trở lại.
Ở tất cả các loài, giao cấu diễn ra tại địa điểm làm tổ; nó bắt đầu ngay sau khi ghép đôi và tiếp tục trong 3–10 ngày trước khi đẻ trứng. Con đực mang vật liệu làm tổ, đôi khi ở những loài làm tổ trên mặt đất (có thể không xây tổ) trong túi và ở những loài làm tổ trên cây theo chiều ngang trong mỏ. Con cái sau đó chất đống vật liệu lên để tạo thành một cấu trúc đơn giản.
Trứng có hình bầu dục, màu trắng và kết cấu thô. Tất cả các loài thường đẻ ít nhất hai quả trứng; kích thước ly hợp thông thường là từ một đến ba, hiếm khi lên đến sáu. Cả hai giới đều ấp trứng trên hoặc dưới bàn chân; chúng có thể thay nhau ấp. Quá trình ấp trứng mất 30–36 ngày; tỷ lệ nở thành công của các cặp không bị xáo trộn có thể lên tới 95%, nhưng do sự cạnh tranh của anh chị em hoặc siblicide, trong tự nhiên, thường tất cả trừ một con non duy nhất, đều chết trong vòng vài tuần đầu tiên (sau này ở loài lưng hồng và mỏ đốm). Cả bố và mẹ đều cho con ăn. Con non được cho ăn bằng cách nôn trớ; sau khoảng một tuần, chúng có thể chui đầu vào túi bố mẹ và tự ăn. Đôi khi trước đó, nhưng đặc biệt là sau khi được cho ăn, bồ nông con có vẻ như "nổi cơn thịnh nộ" bằng cách kêu to và kéo lê thành hình vòng tròn bằng một cánh và một chân, đập đầu xuống đất hoặc bất cứ thứ gì gần đó và đôi khi cơn giận dữ kết thúc bằng thứ trông giống như một cơn co giật dẫn đến việc con non bất tỉnh trong thời gian ngắn; lý do không được biết rõ ràng, nhưng người ta cho rằng là để thu hút sự chú ý và tránh xa bất kỳ anh chị em nào đang chờ được cho ăn.
Cha mẹ của các loài làm tổ trên mặt đất đôi khi kéo những con non lớn hơn bằng đầu một cách thô bạo trước khi cho chúng ăn. Từ khoảng 25 ngày tuổi, con non của những loài này tụ tập thành "bầy đàn" hoặc "crèches" gồm tối đa 100 con mà chỉ chim bố mẹ chỉ nhận và cho con đẻ ăn. Đến 6–8 tuần, chúng đi lang thang khắp nơi, thỉnh thoảng bơi lội và có thể tập ăn chung. Con non của tất cả các loài đủ lông đủ cánh 10–12 tuần sau khi nở. Chúng có thể ở lại với cha mẹ, nhưng sẽ hiếm khi hoặc không bao giờ được cho ăn nữa. Chúng trưởng thành khi được ba hoặc bốn tuổi. Khả năng sinh sản thành công nói chung rất khác nhau. Bồ nông sống từ 15 đến 25 năm trong tự nhiên, mặc dù một con có thể sống tới 54 tuổi trong điều kiện nuôi nhốt.

### Thức ăn
Chế độ ăn uống của bồ nông thường là cá, nhưng đôi khi cũng ăn lưỡng cư, rùa, giáp xác, côn trùng, chim và động vật có vú. Kích thước của con mồi ưa thích khác nhau tùy thuộc vào loài bồ nông và vị trí. Ví dụ, ở Châu Phi, bồ nông lưng hồng thường bắt cá có kích cỡ từ cá bột cho đến 400 g (0,9 lb) và bồ nông trắng lớn thích cá lớn hơn một chút, lên đến 600 g (1,3 lb), nhưng ở châu Âu, loài thứ hai đã được ghi nhận bắt cá lên đến 1.850 g (4,1 lb). Ở vùng nước sâu, bồ nông trắng thường bắt cá một mình. Gần bờ hơn, một số đàn cá nhỏ bao vây hoặc tạo thành hàng để lùa chúng vào chỗ nước nông, đập cánh trên mặt nước rồi vồ lấy con mồi. Mặc dù tất cả các loài bồ nông có thể kiếm ăn theo nhóm hoặc đơn lẻ, nhưng bồ nông đốm, lưng hồng và chân xám là những loài duy nhất thích kiếm ăn đơn độc. Khi săn theo nhóm, tất cả các loài bồ nông phối hợp với nhau để bắt con mồi và bồ nông Dalmatian thậm chí có thể hợp tác với chim cốc đế.
Những con cá lớn được bắt bằng mũi mỏ, sau đó tung lên không trung để bắt và trượt trực tiếp vào cổ họng. Một con mòng biển đôi khi sẽ đứng trên đầu con bồ nông, mổ nó để đánh lạc hướng và tóm lấy một con cá từ cái mỏ mở. Bồ nông đôi khi cũng cướp mồi từ các loài chim nước khác.

## Hiện trạng và bảo tồn

### Số lượng
Trên toàn cầu, quần thể bồ nông bị ảnh hưởng bất lợi bởi các yếu tố chính sau: suy giảm nguồn cung thức ăn chính là cá do đánh bắt quá mức hoặc ô nhiễm nước, phá hủy môi trường sống, tác động trực tiếp của hoạt động con người như xáo trộn các đàn làm tổ, săn bắn và tiêu hủy, vướng vào dây câu và lưỡi câu, và sự hiện diện của các chất ô nhiễm như DDT và endrin. Hầu hết các quần thể của loài ít nhiều ổn định, mặc dù ba loài được IUCN phân loại là có nguy cơ. Tất cả các đều loài sinh sản dễ dàng trong vườn thú, điều này có khả năng hữu ích cho việc quản lý bảo tồn.

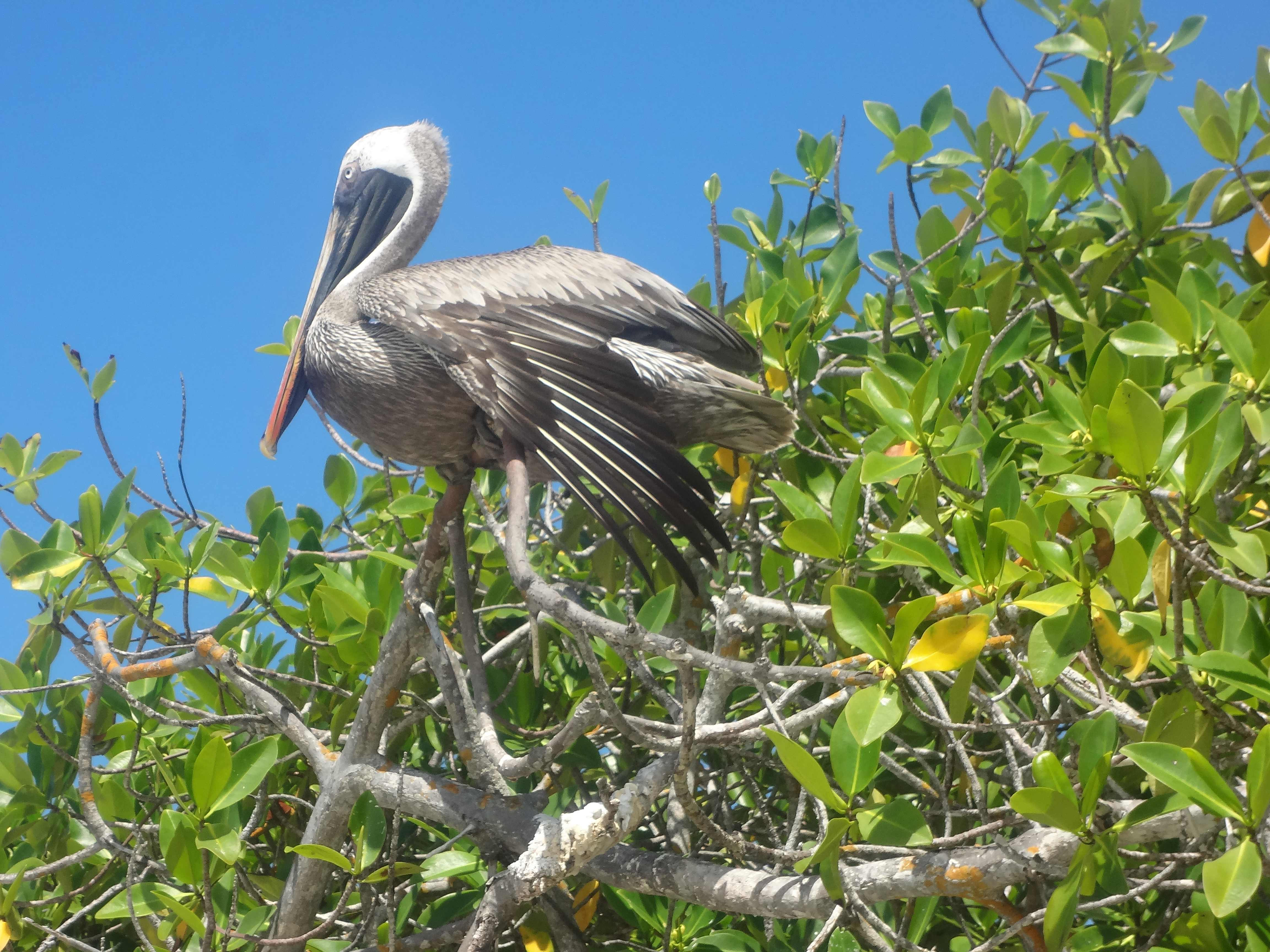
Pelecanus occidentalis, Tortuga Bay, Đảo Santa Cruz, Galápagos

Tổng quần thể bồ nông nâu và bồ nông Peru ước tính khoảng 650.000 con, với khoảng 250.000 con ở Hoa Kỳ và Caribe, và 400.000 con ở Peru. Hội Audubon Quốc gia ước tính số lượng toàn cầu của bồ nông nâu là 300.000. Số lượng bồ nông nâu giảm mạnh trong những năm 1950 và 1960, phần lớn là hậu quả của ô nhiễm DDT trong môi trường, và loài này được liệt vào danh sách có nguy cơ tuyệt chủng ở Hoa Kỳ vào năm 1970. Với những hạn chế sử dụng DDT ở Hoa Kỳ từ năm 1972, quần thể đã phục hồi và hủy niêm yết vào năm 2009.

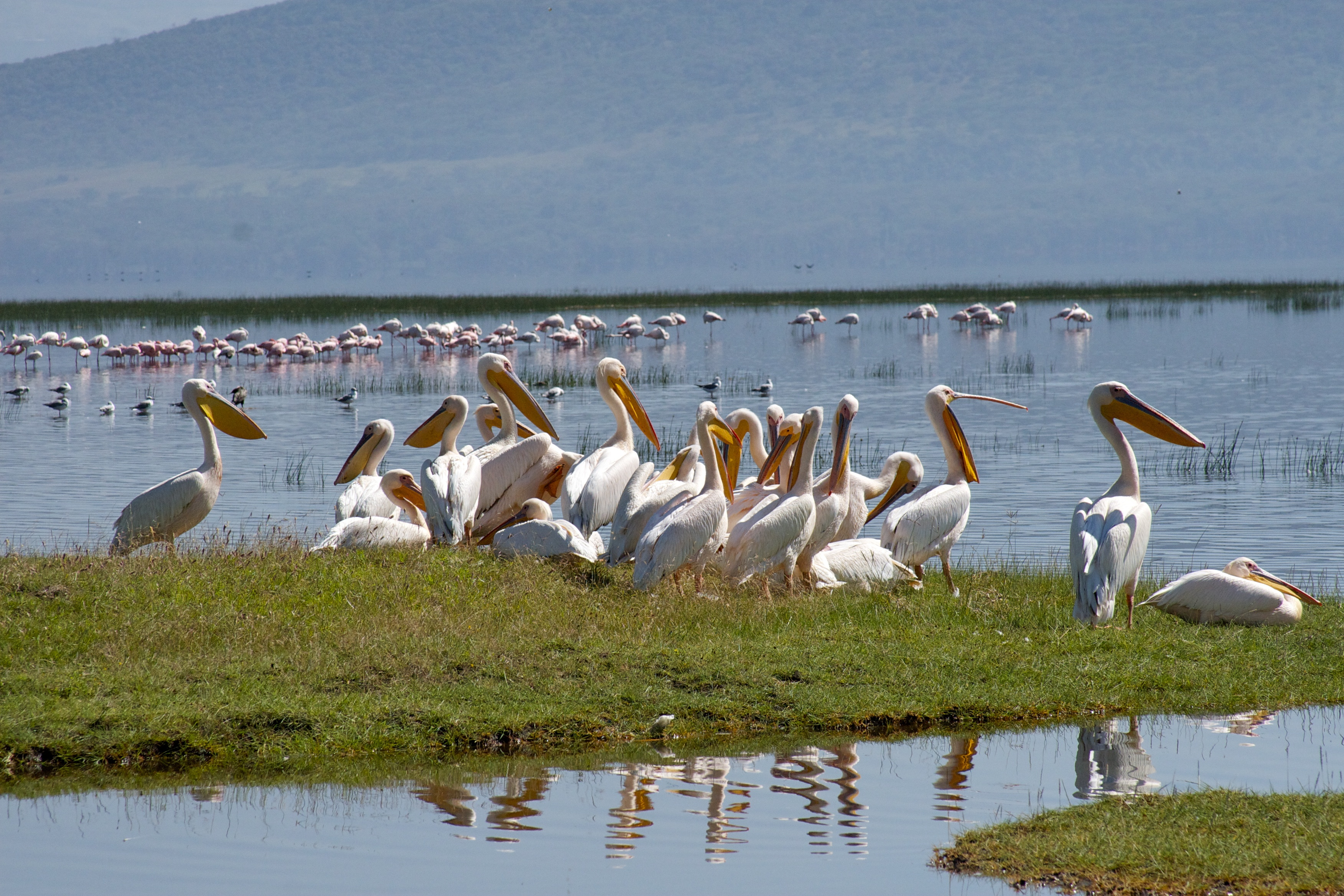
Bồ nông trắng lớn lang thang ở Kenya

### Chọn lọc và xáo trộn
Bồ nông đã bị con người săn đuổi vì lầm tưởng chúng săn bắt cá quá nhiều, mặc dù thực tế là chế độ ăn của chúng không giống với cá do con người đánh bắt. Bắt đầu từ thập niên 1880, bồ nông trắng Mỹ bị đánh bằng dùi cui, trứng của chúng và con non bị phá hủy một cách có chủ ý, đồng thời các địa điểm kiếm ăn và làm tổ của chúng bị mất dần do các quy hoạch nước và thoát nước vùng ngập nước. Ngay cả trong thế kỷ 21, sự gia tăng dân số của bồ nông trắng Mỹ ở đông nam Idaho của Hoa Kỳ vẫn bị coi là mối đe dọa với ngành đánh bắt cá hồi giải trí ở đó, dẫn đến những nỗ lực chính thức nhằm giảm số lượng bồ nông thông qua quấy rối có hệ thống và chọn lọc.

### Ngộ độc và ô nhiễm
Ô nhiễm DDT trong môi trường là nguyên nhân chính làm suy giảm quần thể bồ nông nâu ở Bắc Mỹ trong thập niên 1950 và 1960. Nó xâm nhập vào lưới thức ăn của đại dương, gây ô nhiễm và tích tụ ở một số loài, bao gồm cả một trong những loài cá là thức ăn chính của bồ nông - cá cơm phương bắc. Chất chuyển hóa DDE là chất độc đối với sự sinh sản ở bồ nông và nhiều loài chim khác, khiến vỏ trứng mỏng và yếu đi, dẫn đến thất bại trong quá trình sinh sản do trứng vô tình bị nghiền nát khi ấp chim. Kể từ khi lệnh cấm sử dụng DDT có hiệu lực được thực hiện ở Hoa Kỳ vào năm 1972, vỏ trứng của những con bồ nông nâu sinh sản ở đó đã dày lên và quần thể của chúng phần lớn đã phục hồi.
Là loài chim nước ăn cá, bồ nông rất dễ bị dính dầu tràn lẫn do tác động đến nguồn thức ăn của chúng. Một báo cáo năm 2007 của Ủy ban Trò chơi và Cá California ước tính rằng trong 20 năm trước, khoảng 500–1000 con bồ nông nâu đã bị ảnh hưởng bởi sự cố tràn dầu ở California. Một báo cáo năm 2011 của Trung tâm Đa dạng Sinh học, một năm sau Sự cố tràn dầu Deepwater Horizon vào tháng 4 năm 2010, cho biết 932 con bồ nông nâu đã bị ảnh hưởng bởi dầu và ước tính rằng con số bị tổn hại do sự cố đó hơn gấp 10 lần.

### Ký sinh trùng và bệnh tật
Cũng như họ chim khác, bồ nông dễ bị nhiễm nhiều loại ký sinh trùng. Loài muỗi Culex pipens gieo rắc chứng sốt rét gia cầm, và mật độ cao của những loài côn trùng cắn này có thể làm giảm số lượng các đàn bồ nông. Những con đỉa có thể dính vào lỗ thông hoặc đôi khi là bên trong túi. Một nghiên cứu về ký sinh trùng trên bồ nông trắng Mỹ đã tìm thấy 75 loài khác nhau, bao gồm sán dây, sán lá, ruồi, bọ chét, ve, và tuyến trùng.

### Văn bản được trích dẫn
- Elliott, Andrew (1992). "Family Pelecanidae (Pelicans)". Trong del Hoyo, Josep; Elliott, Andrew; Sargatal, Jordi (biên tập). Handbook of the Birds of the World, Volume 1: Ostrich to Ducks. Barcelona: Lynx Edicions. tr. 290–311. ISBN 978-84-87334-10-8.